# 勝正憲
勝 正憲（かつ まさのり、1879年（明治12年）5月21日 - 1957年（昭和32年）11月11日）は、日本の大蔵官僚、政治家。衆議院議員、逓信大臣。

## 経歴
福岡県出身。元小倉藩士・勝平八郎の長男として生まれる。豊津中学、第五高等学校を経て、1905年（明治38年）7月、東京帝国大学法科大学法律学科（独法）を卒業。塩務局属兼大蔵属となり横浜塩務局兼理財局国債課勤務となる。同年11月、文官高等試験に合格。
1906年（明治39年）12月、税務監督局事務官・大阪税務監督局勤務となり、以後、税務行政を担当する。1907年（明治40年）5月、松江税務監督局長に就任。さらに、兼松江塩務局長、長崎税務監督局長、鹿児島税務監督局長、長野税務監督局長、税務監督官・東京税務監督局、函館税関長、仙台税務監督局長、大蔵書記官・主税局国税課長、兼大蔵省参事官、東京税務監督局長、海外駐箚財務官（米国駐在）、兼米国大使館付などを歴任。1924年（大正13年）10月、東京税務監督局長となり、1926年（大正15年）11月に辞職。同月、東京市助役に就任し、1927年（昭和2年）12月まで在任。
その後、政界に転じ、1928年（昭和3年）2月、福岡県第四区から第16回衆議院議員選挙に出馬して当選し立憲民政党に所属。以後、1942年（昭和17年）4月の第21回衆議院総選挙（翼賛選挙）まで連続6回当選した。1929年（昭和4年）7月、濱口内閣の大蔵参与官に就任。岡田内閣では、1934年（昭和9年）7月、商工政務次官となる。1938年（昭和13年）4月、民政党幹事長に就任。1939年（昭和14年）4月、民政党幹事長を辞任。1940年（昭和15年）1月16日、米内内閣の逓信大臣に就任した。その間民政党総務も務めた。
翼賛選挙では、翼賛政治体制協議会（翼協）委員となる。その後、翼賛政治会常任総務、大日本政治会総務を務めた。戦後、日本進歩党に属したが公職追放となった。1951年（昭和26年）8月、追放解除となり、その後、日本再建連盟顧問、九州鉱山会長、日本実業取締役などを歴任。昭和32年11月11日没。戒名は誠徳院殿光譽白翁正憲大居士。墓所は東京赤羽橋の妙定院。

## 人物
民政党内では有数の財政通として知られ、税について造詣が深かった。官僚時代・政治家時代を通じて能吏型というより親分肌の人物として知られた。

## 栄典
- 1911年（明治44年）8月24日 - 勲六等瑞宝章[8]

## 著書
- 『税の話』千倉書房、1929年（昭和4年）[3]
- 『営業収益税の話』千倉書房、1930年（昭和5年）
- 『所得税の話』千倉書房、1930年（昭和5年）
- 『企業と租税』〈商学全集〉第31巻　千倉書房、1930年（昭和5年）
- 『相続税の話』千倉書房、1932年（昭和7年）
- 『印紙税の話』千倉書房、1935年（昭和10年）
- 『税制改革と納税者』千倉書房、1937年（昭和12年）
- 『新税の話』千倉書房、1938年（昭和13年）
- 『日本税制改革史』千倉書房、1938年（昭和13年）
- 『所得税及法人税』千倉書房、1940年（昭和15年）
- 『税』千倉書房、1940年（昭和15年）